# Palmview South, Texas
Palmview South là một nơi ấn định cho điều tra dân số (CDP) thuộc quận Hidalgo, tiểu bang Texas, Hoa Kỳ. Năm 2010, dân số của nơi này là 5575 người.

## Dân số
- Dân số năm 2000: 6219 người.
- Dân số năm 2010: 5575 người.